# Tinea subcuprea
Tinea subcuprea is een vlinder uit de familie van de echte motten (Tineidae). De wetenschappelijke naam van de soort werd gepubliceerd in 1932 door Edward Meyrick. De soort komt voor in Brazilië en Peru.